# Yuri Stern

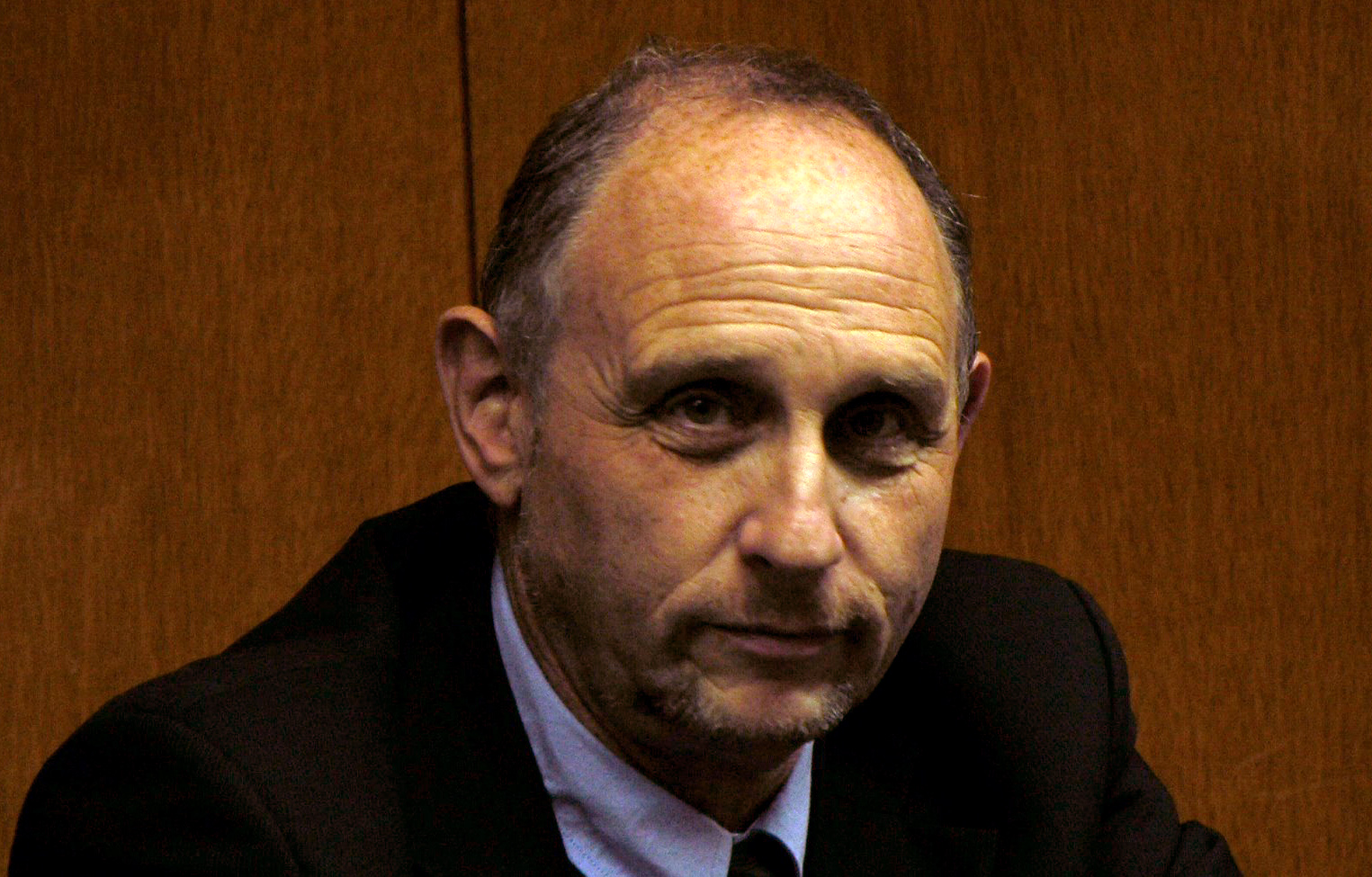
Yuri Stern (2004)

Yuri Stern (hebräisch יורי שטרן; * 29. März 1949 in Moskau, Sowjetunion; † 16. Januar 2007 in Jerusalem, Israel) war ein israelischer Politiker und Mitglied der 14. bis 17. Knesset.

## Leben
Yuri Stern arbeitete nach dem Abschluss seines Studiums der Volkswirtschaft von 1971 bis 1981 an der Universität in Moskau als Dozent an der Fakultät für Volkswirtschaft. Von 1978 bis 1981 war er in der Zionistenbewegung in der UdSSR aktiv und emigrierte 1981 schließlich nach Israel. Nach seiner Einbürgerung war er in den Jahren 1983 bis 1985 Leiter der El-David-Siedlung, und von 1983 bis Mitte der 1990er Jahre setzte er sich für verschiedene Organisationen ein, die für die Einbürgerung von Juden aus der Sowjetunion kämpften und die er zum Teil auch mit gegründet hatte.

## Politik
Stern wurde das erste Mal 1996 in die 14. Knesset als Listenkandidat der israelischen Partei Yisrael Be'aliyah gewählt. 1999 trat er für die Israel-Beitenu-Partei an und wurde wieder gewählt. In seiner Zeit als Politiker arbeitete er in verschiedenen Gremien und war unter anderem in den Bereichen Wirtschaft und Arbeit tätig, setzte sich aber auch für im Ausland lebende Juden ein. Von März 2001 bis März 2002 war er als Stellvertreter im Büro des Premierministers eingesetzt. Bei der Wahl der 17. Knesset im Jahr 2006 wurde er erneut gewählt, wieder auf der Liste der Israel-Beitenu-Partei, die zum Zeitpunkt seines Todes seit knapp drei Monaten Teil einer Regierungskoalition unter Ehud Olmert war. Stern gehörte zu den ultra-nationalistischen Kreisen in Israel; er verglich den radikalen Islam mit dem Nationalsozialismus und behauptete eine Verbindung zwischen radikalen muslimischen Kreisen und neonazistischen Bewegungen. Stern lehnte strikt jeden Rückzug aus den besetzten palästinensischen Gebieten sowie die Räumung der dort etablierten israelischen Siedlungen ab. Stern war Gründer und Vorsitzender des Komitees für christliche Freunde in der Knesset und suchte insbesondere die Zusammenarbeit mit fundamentalistisch-evangelikalen Christen, die er als die „zuverlässigsten Verbündeten“ Israels bezeichnete.
Er starb an Krebs.

## Autor
Stern veröffentlichte mehrere Artikel für das Wall Street Journal, die Jerusalem Post und zahlreiche Artikel und Kapitel in Büchern über Volkswirtschaft in der UdSSR.